# La Serranita (cantante)
La Serranita fue una cantante argentina del género folclórico.

## Carrera
La Serranita fue una exquisita intérprete y culta mensajera del folclore argentino. Fue una de las pioneras en ese género en el país, imponiendo su dulce voz en las primeras décadas del siglo XX. En aquellos años las canciones nativas estaban teniendo auge a través del dúo Acosta-Villafañe, de La Serranita, de Patrocinio Díaz, Atahualpa Yupanqui, Amanda Ledesma, Martha de los Ríos, Remberto Narváez, La Negra Tucumana y Nelly Omar.
Se distinguió por el cuidadoso fervor que ponía en la elección de su repertorio, y fue, además, una cancionista que paseía ideas muy firmes y claras acerca de lo que era la más pura expresión del folclore nacional. Estilos, zambas, cantos indígenas, bailecitos conservaban a través de sus creaciones esa frescura y esa ingenuidad que fueron las fieles expresiones de su origen.
El reconocimiento popular de La Serranita queda a la vista en el certamen "Miss Radio 1934", en el que los oyentes emitían su voto para elegir a quien consideraban la mujer más destacada. En 8 de diciembre de ese año fue tapa de la famosa Revista Sintonía.
Realizó decenas de presentaciones en famosas emisoras de la época como LR4 Radio Splendid . Para 1939 se integró al personal de LR3 Radio Belgrano, junto con Agustín Irusta, la orquesta típica de Roberto Zerrillo, la de Tinelli, el cantor Vicente Falivene, la cancionista Dorita Aguirre y el cantor Sánchez.
Las auras populares porteñas estuvieron representadas inicialmente por Julio De Caro, Francisco Lomuto, Osvaldo Fresedo, Ricardo Tanturi; las cancionistas Mercedes Carné, La Serranita, Adhelma Falcón y Fanny Loy.
Según comentó la Revista Caras y Caretas (1934): "La Serranita,  con el criterio adecuado de un espíritu culto y refinado, un espíritu culto y refinado, no deforma las canciones para satisfacer los gustos de un público sumido".
Hizo numerosas giras por el extranjero como en México y España.
Era considerada como de las pocas intérpretes de motivos folclóricos que sabe sentir las canciones que divulgó ante el micrófono.